# Florencio Sánchez

Florencio Sánchez

Florencio Sánchez (* 17. Januar 1875 in Montevideo, Uruguay; † 7. November 1910 in Mailand, Italien) war ein uruguayischer Schriftsteller und Dramatiker.
Sánchez war ein Vertreter des regionalen La-Plata-Dramas mit gut erfassten Typen und straffer Handlungsführung. Die Theaterstücke von Florencio Sánchez behandeln soziale Probleme und werden noch heute gespielt. Sánchez begründete in Buenos Aires durch seine von der europäischen Literatur beeinflussten Thesenstücke das moderne argentinische Theater.

## Werke
- La gente honesta
- M'hijo el dotor (1903)
- Canillita
- Cédulas de San Juan
- La pobre gente
- La gringa
- Barranca abajo
- Mano santa
- En familia
- Los muertos
- El conventillo
- El desalojo
- El pasado
- Los curdas
- La tigra
- Moneda falsa
- El cacique Pichuleo
- Los derechos de la salud
- Nuestros hijos
- Marta Gruni
- Un buen negocio